# Memento Mori (Band)
Memento Mori (lat. ‚Denke daran, dass du stirbst‘, siehe memento mori) war eine schwedische Supergroup um den King-Diamond/Mercyful-Fate-Gitarristen Mike Wead. Die Band spielte eine als Epic Doom bekannte Mischung aus Doom Metal und Power Metal.

## Geschichte
Memento Mori begann Ende 1992 als Projekt des Gitarristen Mike Wead, der zuvor bei Candlemass, King Diamond und Hexenhaus gespielt hatte. Für den Gesang konnte er Messiah Marcolin (ex-Candlemass) gewinnen. Zur ersten Besetzung gehörten weiterhin Schlagzeuger Snowy Shaw (King Diamond, Mercyful Fate), Bassist Marty Marteen (ex-Hexenhaus) und der bis dahin unbekannte Gitarrist Nikkey Argento. Die Band unterzeichnete einen Plattenvertrag bei Black Mark Production und veröffentlichte 1993 ihr Debütalbum Rhymes of Lunacy.
Für die folgende Tournee wurde wegen anderer Verpflichtungen von Marcolin Thomas Lyon (ex-Hexenhaus) als Sänger und Keyboarder verpflichtet. Im Sommer 1994 erschien das zweite Studioalbum Life, Death and Other Morbid Tales, an dem Miguel Robaina als Keyboarder beteiligt war. Nach Erscheinen des Albums verließen Marcolin und Shaw die Band, für die 1995er Tour im Vorprogramm von Morgana Lefay wurden als Session-Musiker Stefan Carlsson (Gesang) und Billy St. John (Johan Billerhag, Schlagzeug, ex-Hexenhaus) engagiert. Auf dem dritten Album La Danse Macabre ist Sänger Kristian Andren (ex-Tad Morose) zu hören, das Schlagzeug hatte Tom Björn (ex-Hexenhaus, später Nightingale) übernommen. 1997 kehrt Messiah Marcolin zur Band zurück, die mit ihm ihr viertes und letztes Album Songs for the Apocalypse Vol. IV aufnahm und sich wenig später auflöste.

## Diskografie
Alben
- 1993: Rhymes of Lunacy (Black Mark Production)
- 1994: Life, Death and Other Morbid Tales (Black Mark Production)
- 1995: La Danse Macabre
- 1997: Songs for the Apocalypse Vol. IV (Black Mark Production)